# 1523 год в науке
В 1523 году произошли различные научные и технологические события, некоторые из которых представлены ниже.

## Публикации
- Пьетро Аарон: «Тосканец о музыке» (Thoscanello de la musica), трактат о контрапункте и мензуральной нотации .
- Антони Фицгерберт: «The Boke of Surveyinge and Improvements» и «The Boke of Husbandrie», первые английские труды об агрономии.
- Томас Линакр: латинский перевод книги Галена «De naturalibus facultatibus».
- Максимилиан Трансильван: «De Moluccis Insulis»,первый отчёт о путешествии Магеллана[1].

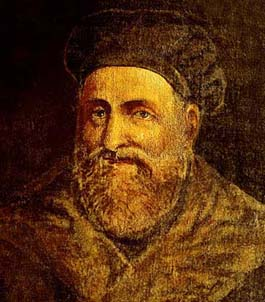
Габриеле Фаллопий

## Родились
См. также: Категория:Родившиеся в 1523 году'
- 5 апреля — Блез де Виженер, французский дипломат, криптограф и алхимик (умер в 1596 году).
- Габриеле Фаллопий,  итальянский врач и анатом, в честь которого названы фаллопиевы трубы (умер в 1562 году).

## Скончались
См. также: Категория:Умершие в 1523 году